# Igor' Volčok
Igor' Semënovič Volčok (in russo Игорь Семёнович Волчок?; Mosca, 4 ottobre 1931 – Mosca, 16 aprile 2016) è stato un allenatore di calcio e calciatore sovietico, dal 1991 russo.

## Carriera
Tra il 1971 ed il 1974 e nel 1984 è stato il direttore della Lokomotiv Mosca.

## Palmarès

### Allenatore

#### Competizioni nazionali
- Pervaja Liga: 1

Lokomotiv Mosca: 1974
- Vtoroj divizion: 1

Rubin Kazan: 1997